# Lelaps tibialis
Lelaps tibialis är en stekelart som beskrevs av Peter Cameron 1884.
Lelaps tibialis ingår i släktet Lelaps och familjen puppglanssteklar. Inga underarter finns listade i Catalogue of Life.